# Johannes Aagaard
Johannes Monrad Aagaard (født 29. april 1928, død 23. marts 2007) var en dansk teolog og religionskritiker. Han blev student i 1947 i Horsens og lektor i missionsteologi og økumenisk teologi ved Aarhus Universitet i 1957. Studierejser i 1957-59. I 1967 erhvervede Johs Aagaard den teologiske doktorgrad, også ved Aarhus Universitet. Aagaard var aktiv i en lang række kirkelige organisationer og en engageret deltager i den offentlige debat i kirke og samfund. Hans interesser spændte vidt, men han blev især kendt som kontroversiel kritiker af de mange nye religioner, der har vist sig i Danmark i siden 1960'erne. I 1973 grundlagde han Dialogcentret, et kirkeligt arbejdsfællesskab, der på en kristen baggrund undersøger og polemiserer mod nyere religioner. Johannes Aagaard var også primus motor i oprettelsen af studenterpræst-stillingen og oprettede i 1966 organisationen Det Økumeniske Studie- og Kontaktcenter.
Han var gift med dr.theol Anna Marie Aagaard.